# 胡琮
胡琮（1439年—1516年），字文德，直隸蘇州府長洲縣人，明朝政治人物。同進士出身。

## 生平
成化元年（1465年）舉乙酉科應天府鄉試第七十一名。成化二年（1466年）聯捷丙戌科會試第二百四十一名，殿試登進士第三甲第一百名。授江陵知县，在任三年，召入为監察御史，未幾，坐詿誤，降为麻城知县，遷常德府同知，曾摄府事，丁憂歸。服闋，起复处州府，考满，加山西布政司右参议致仕。卒年七十九。

## 家族
曾祖胡仲達。祖父胡彥敬。父亲胡晟，母徐氏。娶闕氏。